# 开明书店
开明书店是20世纪上半叶在中国上海开设的一个著名出版机构。1926年成立，创办人章锡琛。
1925年，原商务印书馆《妇女杂志》主编章锡琛，因提倡“新性道德”，遭总编王云五停职。章锡琛遂在闸北宝山路三德里吴觉农住所自创“新女性杂志社”。1926年8月1日，章锡琛、章锡珊兄弟在宝山路宝山里60号章锡琛住宅正式成立开明书店。1929年，开明书店改组为股份有限公司，杜海生任经理、章锡琛先后任经理。
开明书店规模扩大后，发行所迁至中区福州路，总店迁址东区梧州路300号。1937年淞沪会战中，梧州路总店毁于战火。1941年范洗人在广西桂林设立总办事处，后迁重庆，1946年迁回上海。
开明书店共出版书刊约1500种。出版物包括茅盾《子夜》，巴金《家》、《春》、《秋》等文学作品；《中学生》等刊物、林语堂《开明英文读本》、《活叶文选》等教科书；《开明青年丛书》、《世界少年文学丛刊》等青少年读物；朱起凤《辞通》、《二十五史》等古籍和工具书等。

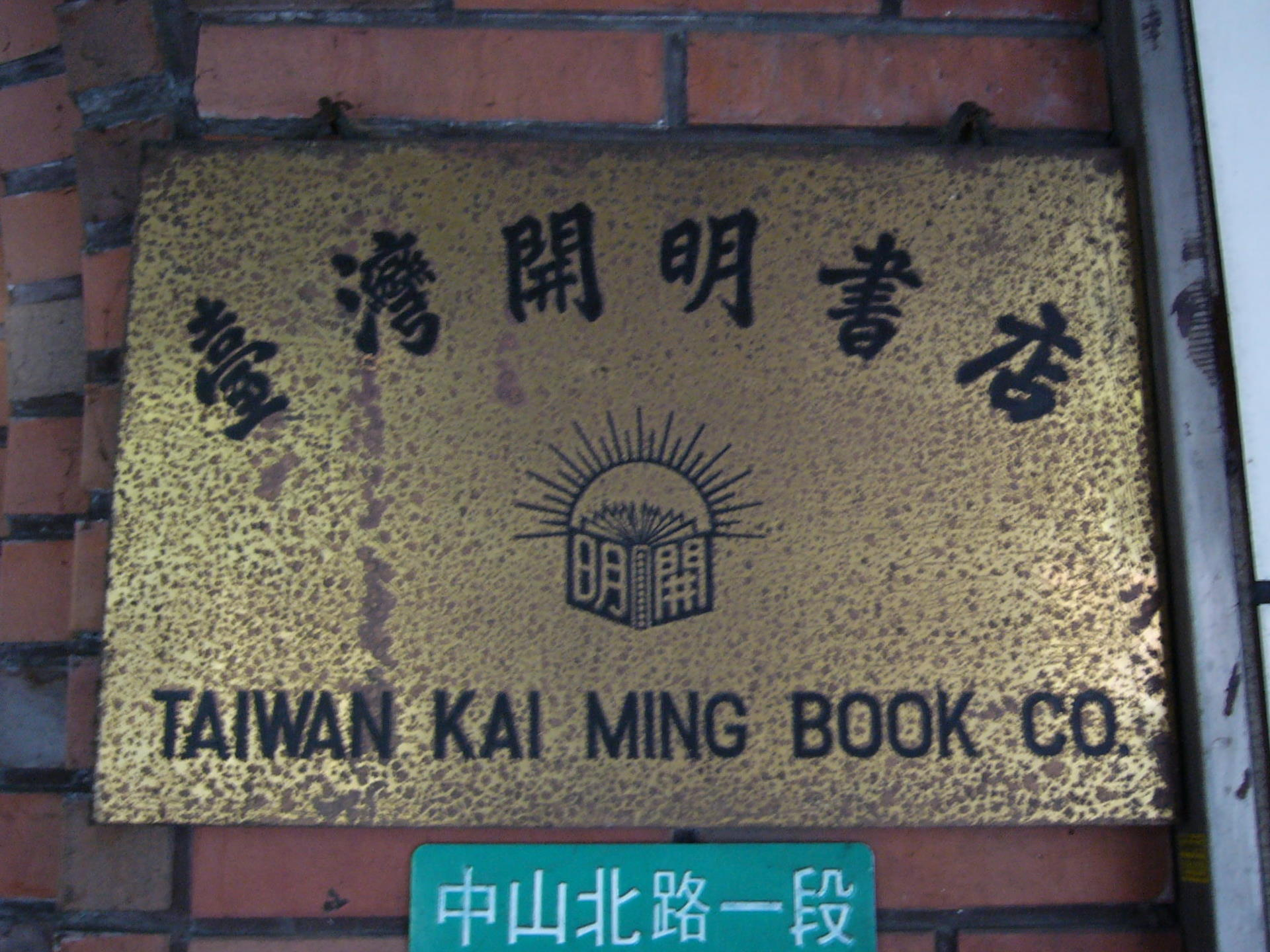
原臺灣開明書店總部銘板，現已不存。

1946年，在當時臺灣省行政長官公署教育處規定採用開明書店與正中書局出版的教科書情況下，教育處處長范壽康力促開明書店在臺灣設立分店，即臺灣開明書店:169-170:354-355,363，現已不存。
1950年，在大陸的开明书店实行公私合营；1953年与青年出版社合并改组为中国青年出版社，迁北京。
香港開明書店於1991年7月註冊，現為香港中華書局旗下出版品牌。

## 參看
- 豐子愷：共同創辦人，文學家、美術家、音樂教育家。
- 夏丏尊：曾任開明書店編譯所所長，教育家、散文家。